# Terza pagina

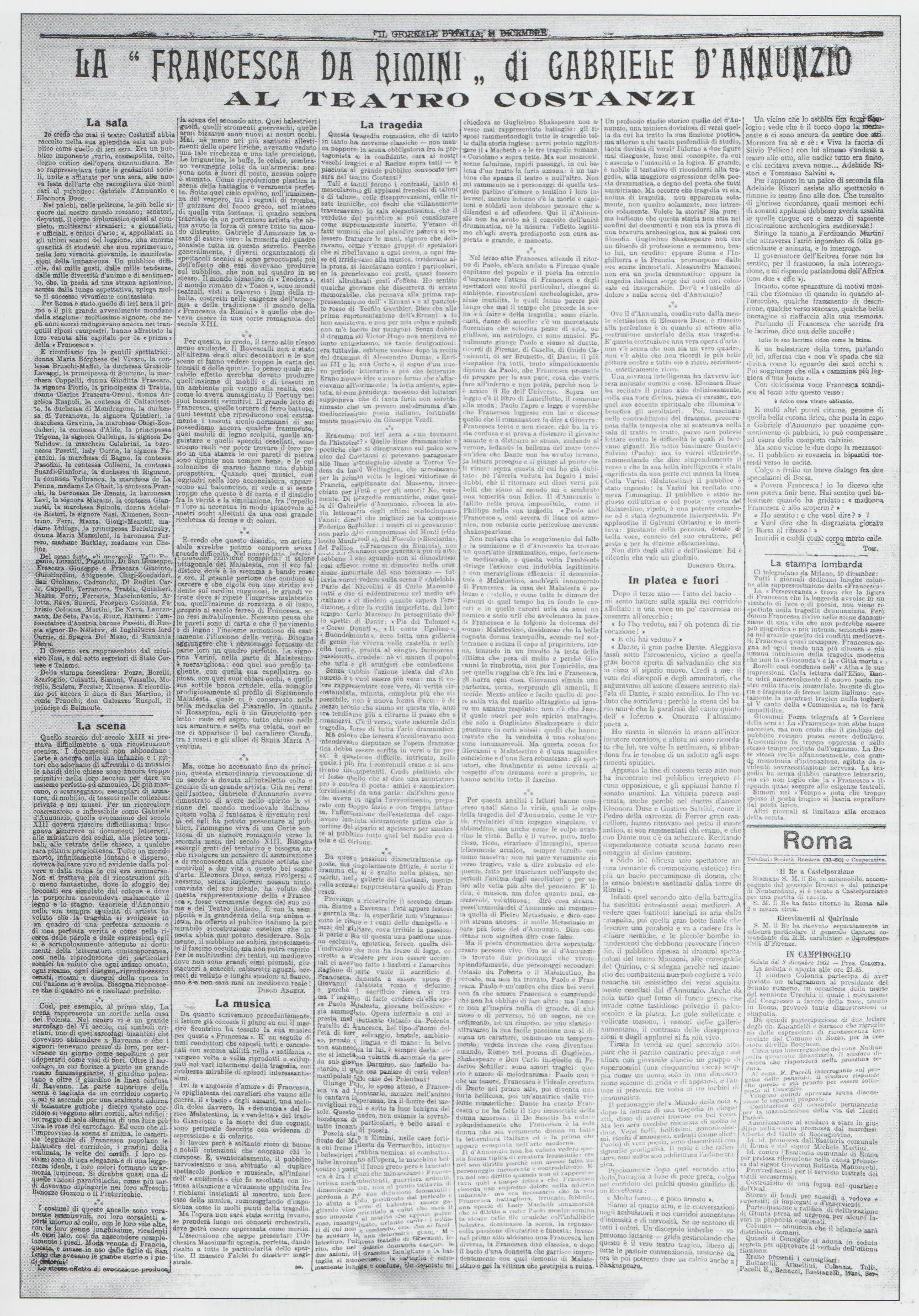
La prima storica Terza Pagina, apparsa sul «Giornale d'Italia» l'11 dicembre 1901.

La Terza pagina è stata, storicamente, lo spazio che i quotidiani italiani hanno dedicato alla cultura. Ha costituito l'indice del prestigio di un quotidiano e ha rappresentato uno spazio proficuo e importante per la crescita culturale dell'Italia, oltre a essere una peculiarità dei giornali della penisola.

## Origini e sviluppo
Nella stampa dell'Ottocento, e del primo Novecento, tutti i quotidiani avevano quattro pagine. La prima ospitava l'articolo politico e la cronaca dei fatti più rilevanti della giornata. Di spalla, cioè nell'ultima colonna, appariva l'articolo letterario. La seconda pagina era dedicata alla cronaca politica (italiana e straniera). La terza pagina ospitava il romanzo d'appendice e varie rubriche. La quarta pagina era dedicata alle notizie secondarie ed alla pubblicità. Spesso la domenica le pagine diventavano sei. L'articolo letterario, detto anche "articolo di risvolto”, poiché cominciava nell'ultima colonna (in genere la sesta) e continuava nella prima colonna della seconda pagina, trovò il suo spazio definitivo nella terza pagina. Fu il diretto predecessore dell'elzeviro di cronaca.
La Terza pagina comparve per la prima volta su un quotidiano di Roma, «Il Giornale d'Italia», diretto da Alberto Bergamini. All'inizio di dicembre 1901 si svolse nella capitale un grande evento mondano. La compagnia di Eleonora Duse metteva in scena la tragedia Francesca da Rimini di Gabriele D'Annunzio. In occasione della prima nazionale, la sera del 9 dicembre, «Il Giornale d'Italia» decise di attribuire il massimo rilievo alla notizia incaricando ben quattro giornalisti di occuparsene. Tutta la pagina tre dell'edizione dell'11 dicembre fu dedicata all'evento:
- Diego Angeli si occupò dell'ambientazione scenografica («La scena»);
- Nicola d'Atri[2] scrisse la critica musicale («La musica»);
- Domenico Oliva curò la recensione vera e propria («La tragedia»);
- Eugenio Checchi ("Tom") stese la cronaca mondana della serata («In platea e fuori»).

La "storica" Terza pagina dell'11 dicembre 1901 fu il racconto di un evento eccezionale e non ebbe seguito. Infatti la Terza pagina nella sua forma compiuta non è una pagina monotematica, ma ospita articoli di genere diverso. La struttura della Terza pagina, così come è conosciuta oggi, fu sviluppata dal «Corriere della Sera». Il «Corriere» creò lo schema che poi venne adottato da tutti gli altri quotidiani: apertura con l'elzeviro, al centro un reportage o un racconto di viaggio; una spalla di argomento vario e in più rubriche e corsivi.
La Terza pagina del «Corriere» non nacque già completa, ma si sviluppò per aggiunte successive. Il primo passo fu una modifica tipografica: dall'aprile 1900 l'articolo letterario del «Corriere» fu stampato in elzeviro. L'elzeviro era, all'epoca, il carattere tipografico con cui venivano stampati i libri di poesia, ed era preferito da molti uomini di cultura. Luigi Albertini (direttore dal maggio di quell'anno) intuì che quel carattere avrebbe incontrato il gradimento del pubblico. Il passo successivo fu lo spostamento dell'articolo letterario dalla prima alla Terza pagina (1905). Parallelamente al «Corriere della Sera», anche gli altri giornali nazionali effettuarono lo stesso spostamento: «La Stampa» abbandonò l'articolo di risvolto nel 1907; «Il Secolo» nel 1909. Non ci furono altri cambiamenti fino alla prima guerra mondiale. In questa prima fase, pagina 3 si distingueva dalle altre per la presenza dell'elzeviro; il resto della pagina era riempito da rubriche e pubblicità.
Nel dopoguerra, con l'approdo definitivo dell'elzeviro a pagina 3, si aggiunsero ad uno ad uno gli altri pezzi. Il risultato di questo mosaico fu la Terza pagina. Un impulso decisivo al completamento della struttura della Terza pagina del «Corriere» fu impresso dalla direzione di Ugo Ojetti (18 marzo 1926 - 17 dicembre 1927): nel corso del 1926 apparve di spalla il servizio speciale (reportage, ecc.) che sostituì le rubriche presenti nelle ultime due colonne della pagina. Nel gennaio 1927 apparvero per la prima volta in Terza pagina tutti e tre gli articoli principali, nella collocazione che poi divenne canonica: apertura, spalla e taglio centrale. Ciascuno di essi era lungo almeno due colonne.
Sulla diversa impostazione della pagina culturale tra «Giornale d'Italia» e «Corriere della Sera» Raffaele Calzini (vincitore del Premio Viareggio nel 1934) ebbe a dire: «Luigi Albertini, scostandosi in questo dagli esemplari giornali anglosassoni, capì che i mezzi finanziari e le autorità del suo giornale dovevano servire da veicolo all'elevazione intellettuale e artistica del pubblico italiano. La sua terza pagina fu nazionale nel senso che non vi figuravano firme straniere e fu tutt'altro che un provinciale privilegio degli scrittori milanesi. E, a differenza di quella del "Giornale d'Italia", austeramente cattedratica secondo le direttive di Bergamini, quella del "Corriere" fu più vivace, a tendenza narrativa e libera da ogni scuola e consorteria».
La Terza pagina fu considerata una vetrina, perciò divenne ambita da tutti i letterati. Da parte loro, i quotidiani svilupparono l'interesse a cercare grandi nomi che aumentassero il prestigio della testata. Se i maggiori quotidiani nazionali si disputarono le firme migliori disponibili sul mercato, i quotidiani locali puntarono su soluzioni innovative. Una Terza pagina originale fu quella realizzata dal «Resto del Carlino» di Mario Missiroli (1919-1921). Il quotidiano bolognese pubblicò autori in vista ma non ancora noti al grande pubblico: Giuseppe Prezzolini, Giovanni Papini, Emilio Cecchi, Pietro Pancrazi (che divenne un vero specialista della Terza pagina), Corrado Alvaro, Umberto Saba e Marino Moretti.
Negli anni trenta furono sviluppate altre soluzioni editoriali alternative:
- «L'Ambrosiano» (1922-1944) pubblicò la pagina letteraria con cadenza settimanale, il mercoledì;
- La «Gazzetta del Popolo» (1848-1983) sostituì la Terza pagina con il Diorama letterario, anch'esso a cadenza settimanale.

Per molti anni la Terza pagina fu una componente irrinunciabile per ogni quotidiano d'opinione: il "salotto buono", dove ciascun giornale esibiva i "pezzi pregiati", cioè le firme più illustri.

## Caratteri costanti
La Terza pagina era articolata in tre blocchi: 
1. in apertura di pagina, l'elzeviro, che occupa di solito due colonne (il contenuto varia dall'articolo critico al racconto);
2. al centro, un'ampia corrispondenza dall'estero o un reportage. Il reportage di Terza pagina tende ad essere più ampio ed a coprire molteplici aspetti (è importante che si contraddistingua per la bella scrittura);
3. a destra, di spalla, la “varietà” (polemiche, segnalazioni o rivelazioni di contenuto variabile, dalla cronaca, alla polemica alla curiosità scientifica).

Non sono esclusi i “riempitivi” (rubriche, recensioni teatrali, ecc.) oppure l'inserimento di un'immagine curiosa ed insolita esattamente al centro, per muovere la pagina.
La Terza pagina contribuì a far conoscere al grande pubblico gli scrittori. Un autore che scriveva sulla Terza pagina era accolto più favorevolmente rispetto a un autore che non la frequentava. Lo dimostrano le tirature: se nel 1920 le prime quattromila copie di Mastro don Gesualdo di Verga, pubblicato nel 1888, non erano ancora state tutte esaurite, quarant'anni dopo, un autore di media levatura poteva vederle esaurite nel giro di qualche anno. Lo stesso elzeviro può essere considerato un nuovo genere letterario.
Furono pubblicate in Terza pagina: le novelle di Alfredo Panzini, quelle di Luigi Pirandello, quelle di Grazia Deledda, la prosa di Emilio Cecchi, di Bruno Barilli e di Giovanni Papini ed anche due volumi di prosa di D'Annunzio: Le faville del maglio e  Cento e cento e cento e cento pagine. I reportage e le corrispondenze di viaggio pubblicate in Terza pagina contribuirono ad avviare i seguenti autori verso una fortunata carriera letteraria: Giovanni Comisso, Riccardo Bacchelli, Giovanni Battista Angioletti, Curzio Malaparte, Corrado Alvaro e Nino Savarese.
Il 5 marzo e il 15 novembre 1951, rispettivamente, il «Corriere della Sera» ed il «Giornale d'Italia» celebrarono il proprio compleanno: 75 anni il primo e 50 il secondo. Entrambi lo fecero pubblicando un'edizione speciale della Terza pagina. Sulle colonne di ciascuno dei due quotidiani apparve una rassegna degli articoli dei collaboratori più noti. Le raccolte degli articoli di Terza pagina avevano una buona recezione: per fare un esempio, nel solo anno 1964 uscirono sul mercato italiano ben venti libri costituiti da raccolte di articoli apparsi in Terza pagina.
Il 21 aprile 1956 uscì a Milano «Il Giorno», diretto da Gaetano Baldacci. Fu il primo quotidiano di rilevanza nazionale a comparire senza la Terza pagina. La cultura era collocata nelle pagine interne del quotidiano.

Nel 1976 il quotidiano romano «la Repubblica» uscì in formato Berlinese, nuovo per l'Italia. Anche in questo caso la sezione culturale fu collocata nelle due pagine centrali del giornale.

## Il tramonto
Il primo quotidiano storico ad abbandonare la Terza pagina fu «La Stampa», nel 1989. Al suo posto aprì la sezione “Società & Cultura”.

Il «Corriere della Sera» abolì la Terza nel 1992, durante la direzione di Paolo Mieli.
Franco Abruzzo fa però notare che quello della Terza pagina è solo un "decesso apparente perché la sua originaria funzione si è semplicemente trasferita in altre parti del giornale". L'eredità della Terza pagina, infatti, è stata raccolta dalle sezioni culturali collocate nelle pagine interne dei quotidiani, ma anche da supplementi come «Tuttolibri» (La Stampa), «La Domenica» (Sole 24 Ore) e «La Lettura» (Corriere della Sera).